# Ordine della Casata ernestina di Sassonia

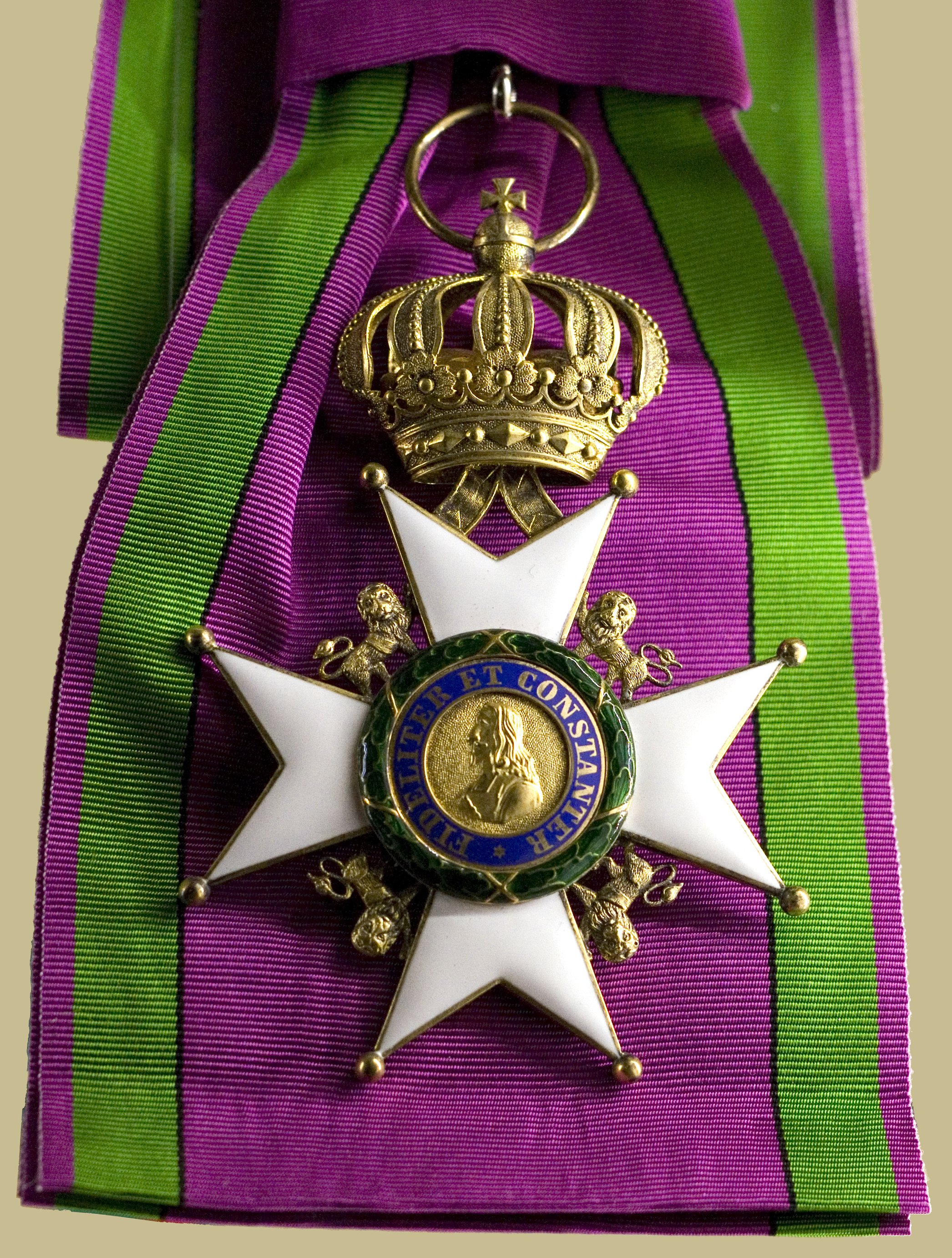
La croce dell'Ordine della Casata ernestina di Sassonia

L'ordine della Casata ernestina di Sassonia fu un ordine comune agli stati di Sassonia della regione della Turingia, comprendente i ducati di Sassonia-Coburgo-Gotha e Sassonia-Meiningen, i quali erano entrambi retti da membri del ramo ernestino della dinastia dei Wettin di Sassonia.

## Storia

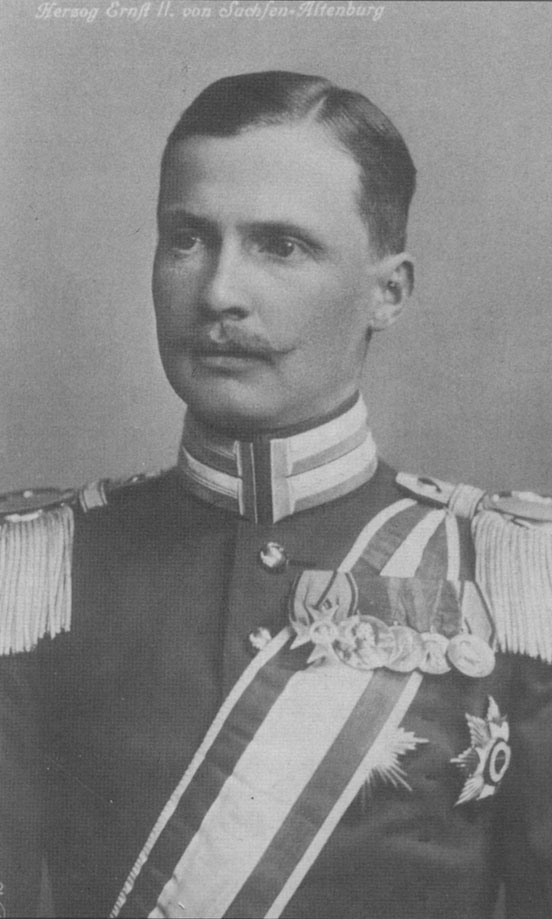
Ernesto II di Sassonia-Altenburg. Si noti, trasversalmente, la fascia dell'ordine della Casata ernestina di Sassonia.

Durante la ridistribuzione delle eredità della linea ernestina della casata di Wettin, l'ordine commemorativo di questa casata venne fondato il 25 dicembre 1833 di comune accordo tra i capi reggenti dei vari ducati della Turingia, ovvero Federico di Sassonia-Altenburg, Ernesto I di Sassonia-Coburgo-Gotha e Bernardo II di Sassonia-Meiningen. Questa onorificenza si distingueva per essere una medaglia abbinata alla casata e non allo stato e per tanto venne concessa in maniera paritaria dai tre duchi per ricompensare quanti si fossero distinti a favore dello stato.
Dedicatario dell'ordine, indirettamente, fu Ernesto I di Sassonia-Gotha-Altenburg, antenato comune ai tre duchi, dal quale si originarono tutte le divisioni da cui derivarono quindi gli stati stessi che erano retti dalla linea ernestina.
L'onorificenza era suddivisa in cinque classi di benemerenza:
- Cavaliere gran croce (9 membri)
- Commendatore di I classe (12 membri)
- Commendatore di II classe (18 membri)
- Cavaliere di I classe (36 membri)
- Cavaliere di II classe

Dal computo dei membri aventi la gran croce erano però esclusi tutti i principi della casata regnante che avessero raggiunto i 18 anni di età.
Le tre concessioni ed i tre grandi maestri dell'ordine erano sempre in contatto e come tale dovevano registrare agli altri membri la concessione di un dato grado dell'ordine, per il quale esisteva un solo archivio di riferimento, unitario per i tre ducati ernestini. Per l'approvazione della nomina di un candidato, pertanto, perlomeno 2 duchi su 3 dovevano essere d'accordo sulla nomina.

## Insegne
La medaglia dell'ordine della Casata ernestina di Sassonia consisteva in una croce di Malta smaltata di bianco, pomata e bordata d'oro, con leoni passanti all'altezza degli angoli delle braccia della croce.  Sul diritto, il medaglione centrale alla croce, mostrava un ritratto di Ernesto I (dedicatario dell'ordine) in oro rivolto verso sinistra, circondato da un anello smaltato di blu recante in oro la scritta "Fideliter et constanter" ("Più fedelmente e più costantemente"). Attorno alla fascia blu, si trovava un'ulteriore fascia costituita da una corona d'alloro smaltata di verde. Sul retro del medaglione si trovava lo stemma di Sassonia con l'iscrizione della data di fondazione in oro e la stessa corona d'alloro smaltata di verde del diritto.
La medaglia era sostenuta al nastro tramite una corona reale dorata.
Verso il 1864, per differenziare le differenti concessioni dell'ordine da parte dei diversi stati, venne applicata sul braccio superiore una letterea indicante l'iniziale del monarca che l'aveva concessa ("F" per Federico di Sassonia-Altenburg, "E" per Ernesto I di Sassonia-Coburgo-Gotha e "B" per Bernardo II di Sassonia-Meiningen).
La placca dell'ordine rappresentava nel medaglione lo stemma di Sassonia, circondato da una raggera d'argento e dal motto dell'ordine.
Il conferimento della gran croce, inoltre, apportava il titolo nobiliare ereditario a chi non ne disponeva e consentiva a chi lo avesse già, di avanzare al grado successivo (da cavaliere a barone, da barone a conte e così via).
Il nastro dell'ordine era cremisi con una striscia verde scuro su ciascun lato.
La collana dell'ordine, concessa in particolari esempi di benemerenza, consisteva in un collare d'oro che alternava alle croci dell'ordine la lettera "E" accompagnata da leoni e dallo stemma della Sassonia.
| Nastri           |                                               |                                              |
| Nastro ordinario | Commendatore/Cavaliere di II classe con spade | Commendatore/Cavaliere di I classe con spade |